# Sébastien Pesot
Sébastien Pesot est un artiste-commissaire multidisciplinaire canadien né en 1971 à Rimouski. Il a obtenu un baccalauréat en histoire de l'art à l'Université de Montréal (1996) et une maîtrise de l'École des arts visuels de l'Université du Québec à Montréal (2000). Depuis 2003, il enseigne la vidéo d’art, l’animation et l’infographie à l’Université de Sherbrooke.

## Biographie
Pesot commence sa carrière artistique comme batteur dans le groupe hardcore punk General Fools, de 1991 à 1995 puis avec le groupe Dr. Placebo. En 1995, il joue sur le demo Calvaire d'un cowboy de WD-40. En 2003, il crée les expérimentations sonores One Hundred Dead Colors, une performance audio-vidéo avec Thierry Gauthier et Anne Sophie D'Ascanio. 
En 1997, il cofonde, avec Robin Dupuis, Julie-Christine Fortier, Isabelle Hayeur et Rémi Lacoste, le centre d'artistes autogéré Perte de Signal à Montréal. En 2007, il fonde à Sherbrooke l'événement d'arts médiatiques, Espace [im] Média,. Il préside en 2009-2010 le conseil d’administration du centre en art actuel Sporobole à Sherbrooke.
À partir de 2014, Pesot inscrit sa démarche artistique dans le courant post-punk en proposant une réflexion sur l'héritage punk dans la société et particulièrement dans les arts visuels. Il crée un collectif d'artistes, Spunkt Art Now, et produit des expositions à Montréal, à Sherbrooke et à Brooklyn au sein de la The Invisible Dog Art Center en 2016. Son objectif est d'affirmer l'influence de l'esthétique punk et la culture DIY dans l'art contemporain, réuni derrière le concept d'art spunkt. Spunkt est un mot-valise formé de spunk et de punkt. Ce néologisme vise à définir les orientations nouvelles et les tendances contemporaines affiliées au mouvement punk. Pesot défend l'idée selon laquelle le rapport entre le punk et l’avant-garde a joué un rôle déterminant dans la culture et propose une vision renouvelée de l'art post-punk dans les arts visuels.

## Pratique artistique

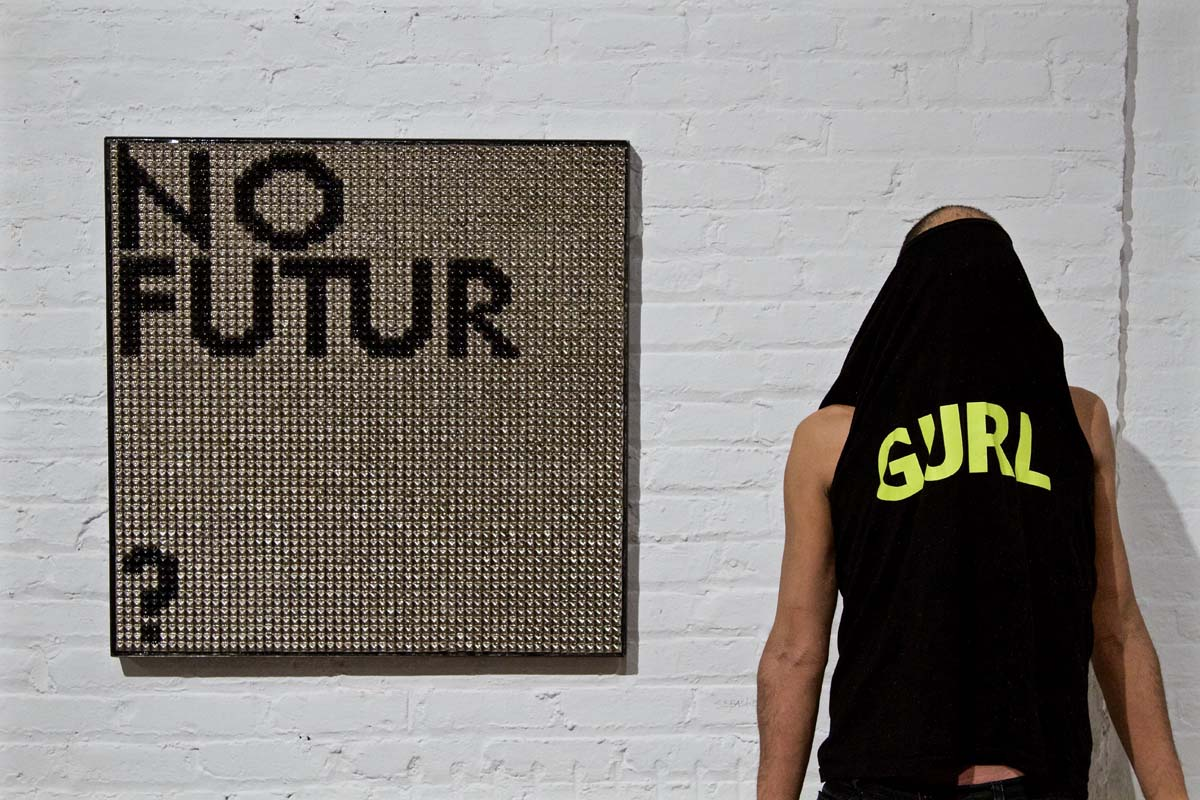
No Futur? 2016. Bas relief exposé à The Invisible Dog, Brooklyn

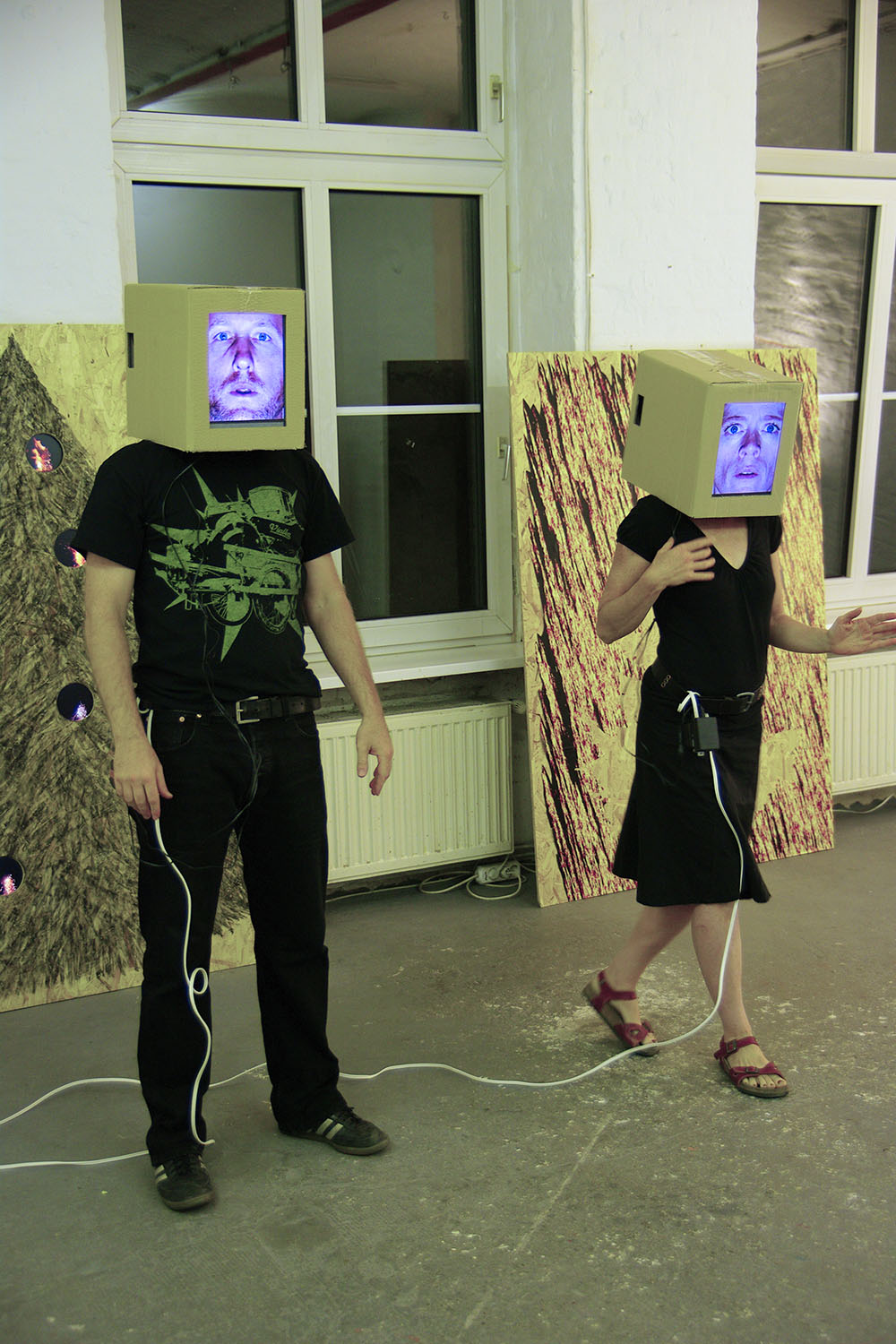
Performance de Sébastien Pesot et Danye Brochu dans le cadre d'une résidence artistique à Berlin, Allemagne

Sébastien Pesot développe une pratique multidisciplinaire en privilégiant des médiums comme la vidéo, l'installation, la performance, la photo et l'impression. En 2016, il crée une publication et une exposition intitulées Post-Punk Art Now qui visent à souligner l'influence du punk sur le XXe siècle. Ces productions réunissent des artistes et des auteurs dont les œuvres sont liées à l'idéologie, l'éthique et l'esthétique du mouvement punk.    
Initialement associé au domaine de la musique, le punk était connu pour son esprit irrévérencieux et sa subversion des structures culturelles et politiques établies. Les œuvres de l'exposition Post-Punk Art Now explorent les liens entre le mouvement punk et diverses pratiques de l'art actuel. Pesot, par sa démarche artistique, veut décrire la manière dont le punk a influencé l'avant-garde en arts visuels. L'exposition et la publication défendent des idées progressistes telles que le féminisme, l’environnementalisme, l'anarchisme et l'absence d'organisation hiérarchique, comme a pu le revendiquer le courant punk.   

Pesot inscrit sa démarche en référence à l'idée de «Grand jeu» chère aux situationnistes. «Toutes les grandes civilisations sont fondées sur le jeu, et non pas sur le travail», revendique Guy Debord dans son travail sur la société du spectacle. L'argument de Debord et de son «jeu de guerre» contre le monde tient en ces mots, «Dites tout simplement non, toujours et à jamais». Pesot développe ensuite le concept de spunkt et d'art spunkt pour dépasser la distinction entre punk et post-punk et proposer une avant-garde artistique pour le XXIe siècle. Spunkt est une attitude qui consiste à proposer un aspect conceptuel au mouvement antiautoritaire et à l'éthique du DIY, en exposant les principes de base sur lesquels s'appuient une stratégie alternative et des plans d'action artistiques. 
Le punk a ouvert la porte, que le postpunk a franchie. Une rébellion contre la société, transformée en une rébellion dans la musique. On dirait une leçon de politique émancipatrice. L’avant-garde, malgré ses limitations, entrouvre certaines réalités qu’on présumait fermées, et puis voilà que la vague suivante fait davantage usage des libertés qui ont été créées (Jacob Wren).

## Commissariat
- 2020 Spunkt Art Now, exposition/publication, Galerie de l’Université de Sherbrooke et Maison de la culture Janine-Sutto, Montréal, Canada
- 2016 In A Post-World: Post-Punk Art Now, exposition/publication, Brooklyn, USA
- 2014 Dans un monde post: un événement post-punk, exposition/performance, Montréal, Canada
- 2013-2007 Espace [im]média, vidéo/performance, Sporobole, Sherbrooke, Canada
- 2006-2002 Algorythm(o)s, vidéo/ installations/performance, Centro nacional de las artes et San Luis Potosi, Mexique; Sala Rossa et Casa del Popolo, Montréal, Canada

## Expositions (solo)
- 2018 Opus Focus, Musée d’art contemporain de Baie-Saint-Paul, Canada[17]Opus Focus, 2018. Musée d'art Contemporain de Baie-Saint-Paul

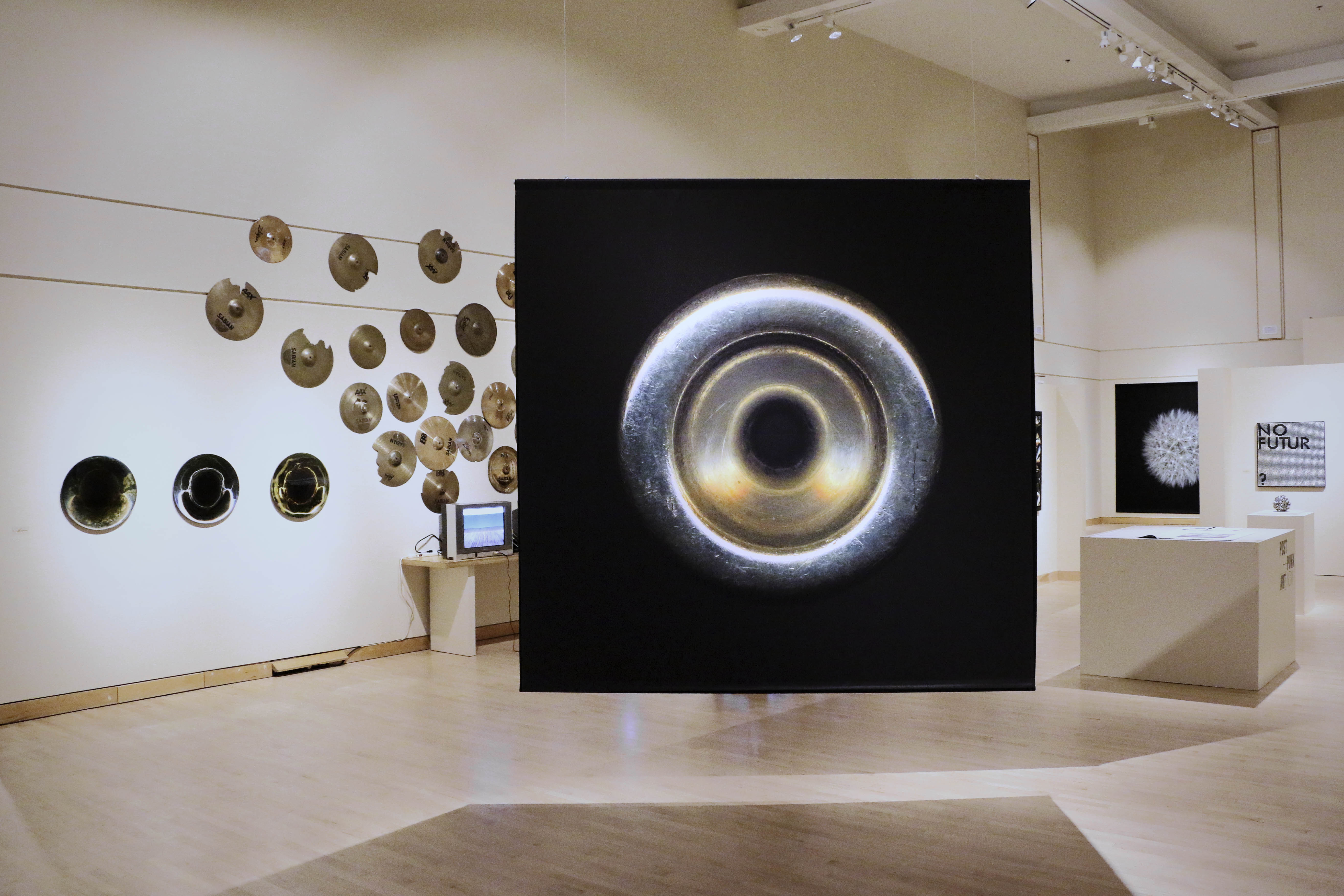
Opus Focus, 2018. Musée d'art Contemporain de Baie-Saint-Paul

- 2017 Noir Floral, Galerie Dominique Bouffard, Montréal, Canada[18]
- 2015 L’anatomie à Lili, Espace F, Matane, Canada[1]
- 2015 L’anatomie du bling, Galerie Dominique Bouffard, Montréal, Canada[3]
- 2015 Mal floral, Maison de la culture Mont-Royal, Montréal, Canada[3]
- 2013 Crash, Palais Moncalm, Québec, Canada
- 2011 Feu Forêt, Slash-Tmp, Berlin, Allemagne
- 2008 Camera Orchestra, Maison de la culture Côte-des-Neiges, Montréal, Canada

## Publications
- 2020 Spunkt Art Now, Sébastien Pesot (dir.). Pesot-Organisme de création, Sherbrooke, 2020  (ISBN 978-2-9816126-1-8).
- 2016 Post-Punk Art Now, David Clerson et Sébastien Pesot (dir.). Pesot-Organisme de création  (ISBN 978-2-9816126-0-1).